# Maria Koller-Feuchtinger
Maria Koller-Feuchtinger (* 12. Juni 1897 als Maria Feuchtinger in Feldkirchen an der Donau; † 6. Dezember 1987 in Vöcklabruck) war eine österreichische Lehrerin und Politikerin (SPÖ). Sie war von 1945 bis 1964 Abgeordnete zum Oberösterreichischen Landtag.

## Leben
Maria Koller-Feuchtinger entstammte einem sozialdemokratischen Elternhaus und engagierte sich früh bei der Kinderfreundebewegung. Sie besuchte die Arbeiterhochschule in Wien und war ab 1926 als Lehrerin in Traun tätig, wo sie auch Gemeinderätin war und 1928 eine Kinderfreunde-Ortsgruppe gründete. Zudem war sie Mitglied im Bezirksschulrat von Linz-Land. 1934 wurde sie suspendiert und an die Hauptschule in Goisern strafversetzt. Später war sie Lehrerin in Attnang-Puchheim; nach dem Zweiten Weltkrieg wurde sie dort auch Gemeinderätin. Von 1945 bis 1964 war sie Landtagsabgeordnete. Daneben war sie ab 1945 Vorsitzende der Sozialistischen Frauen Attnang-Puchheim sowie deren Bezirksvorsitzende in Vöcklabruck. Von 1951 bis 1967 war sie Vorsitzende der Sozialistischen Frauen Oberösterreichs.